# Chandrayaan-3
A Chandrayaan-3 é a terceira missão de exploração lunar da Organização Indiana de Pesquisa Espacial (ISRO). Consiste em um lander (Vikram) e o rover Pragyan, semelhante à Chandrayaan-2, mas não possui um orbitador. Seu módulo de propulsão se comporta como um satélite de comunicação. O módulo de propulsão carrega a configuração de pouso e o rover até que a espaçonave esteja em uma órbita lunar de 100 km.
Após a Chandrayaan-2, onde uma falha de última hora no software de orientação de pouso levou o módulo de pouso a cair após entrar na órbita lunar, outra missão lunar foi proposta.
O lançamento da Chandrayaan-3 ocorreu em 14 de julho de 2023, às 14h35 IST, e a injeção de 100 km de órbita polar circular foi concluída com sucesso como parte da fase um. O módulo de pouso e o rover iniciaram a decida à lua em 23 de agosto de 2023, aproximadamente às 17h45 IST, pousando às 18h02 IST do mesmo dia, fazendo da Índia o primeiro país a pousar uma nave espacial no polo sul lunar, e o quarto país a realizar um pouso suave na lua.
A missão Chandrayaan-3 é considerada um "trampolim" para as futuras missões interplanetárias da ISRO.

## Antecedentes
Na segunda fase do programa Chandrayaan (após a primeira) para demonstrar o pouso suave na Lua, a ISRO lançou o Chandrayaan-2 a bordo do veículo de lançamento GSLV Mark III, consistindo de um orbitador, um lander e um rover. O lander estava programado para pousar na superfície lunar em setembro de 2019 para implantar o rover Pragyan.
Relatórios anteriores surgiram sobre uma possível colaboração com o Japão em uma missão ao pólo sul lunar, onde a Índia forneceria o módulo de pouso, enquanto o Japão forneceria o lançador e o rover. A missão poderia incluir amostragem do local e tecnologias de sobrevivência à noite lunar.
A subsequente falha do lander Vikram levou à busca de outra missão para demonstrar as capacidades de pouso necessárias para a Missão de Exploração Lunar Polar proposta em parceria com o Japão para 2025. Durante as operações de voo de missão crítica, o Rastreamento Espacial Europeu (ESTRACK), operado pela Agência Espacial Europeia (ESA), apoiará a missão de acordo com um contrato.

## Objetivos
A ISRO estabeleceu três objetivos principais para a missão Chandrayaan-3, que incluem:
1. Conseguir um pouso seguro e suave, assim como um pouso perfeito na superfície da Lua.
2. Observar e demonstrar as capacidades do rover Pragyan na Lua
3. Observação científica in loco fazendo experimentos científicos sobre os elementos químicos e naturais, solo, água, etc., disponíveis na superfície da Lua para melhor entender e praticar a composição da Lua.

## Design

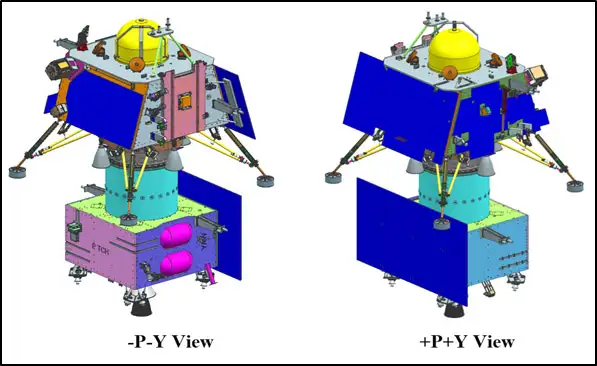
Módulo Integrado da Chandrayaan-3 - Visualizações

A Chandrayaan-3 compreende três componentes principais:
Módulo de propulsão:

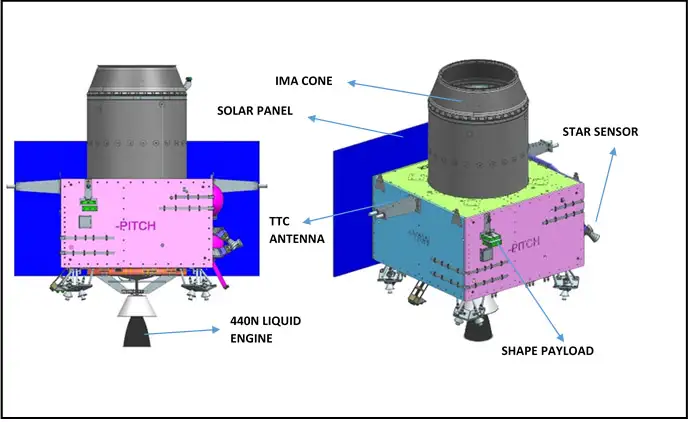
Módulo de propulsão da Chandrayaan-3

O módulo de propulsão levará a configuração do lander e rover até 100 km de órbita lunar. É uma estrutura em forma de caixa com um grande painel solar montado em um lado e um grande cilindro no topo (o Cone Adaptador Intermodular) que atua como uma estrutura de montagem para o módulo de pouso. Além do módulo de pouso, o módulo carrega uma carga chamada Spectro-polarimetry of Habitable Planet Earth (SHAPE) para estudar as medições espectrais e polarimétricas da Terra a partir da órbita lunar.
Lander:

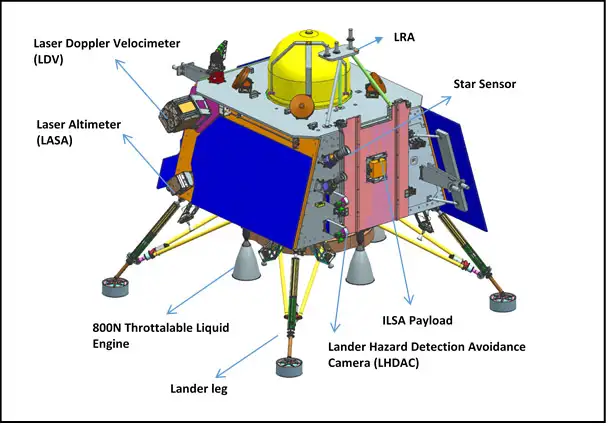
Lander da Chandrayaan-3

O módulo de pouso (aterrisador ou lander) é responsável pelo pouso suave na Lua. Também é em forma de caixa, com quatro pernas de pouso e quatro propulsores de pouso de 800 newtons cada. Levará o rover e vários instrumentos científicos para realizar análises no local. O módulo de pouso para a Chandrayaan-3  tem apenas quatro motores com capacidade de aceleração, ao contrário do Vikram na Chandrayaan-2, que tinha cinco motores de 800 Newtons com um quinto sendo montado centralmente com um impulso fixo. Além disso, o módulo de pouso da Chandrayaan-3 foi equipado com um Velocímetro Laser Doppler (LDV). As "pernas" que recebem o impacto do solo são mais fortes em comparação com a Chandrayaan-2 e há uma maior redundância de instrumentação. A ISRO trabalhou para melhorar a rigidez estrutural e adicionar vários sistemas de contingência.
O lander transportará três cargas úteis:
- O Experimento Termofísico de Superfície do Chandra (ChaSTE), que medirá a condutividade térmica e a temperatura da superfície lunar.
- O Instrumento para Atividade Sísmica Lunar (ILSA), que medirá a sismicidade ao redor do local de pouso.
- A Langmuir Probe (LP), que estimará a densidade do plasma e suas variações.

Rover:

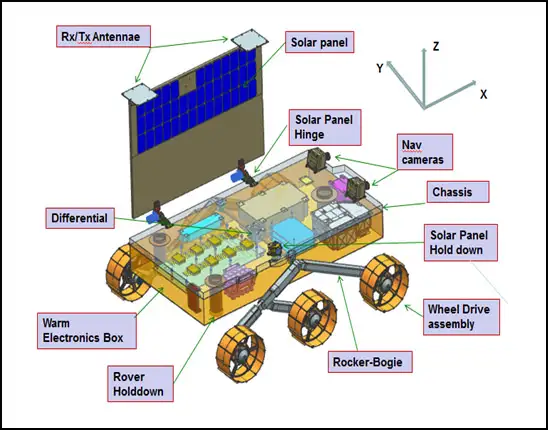
Rover da Chandrayaan-3

Visão geral do rover da Chandrayaan-3:
- Seis rodas
- 26 kg de peso
- Alcance de 500 metros
- Instrumentos científicos, incluindo câmeras, espectrômetros e uma broca
- Expectativa de vida de um dia lunar (14 dias terrestres)
- Comunicação com a equipe de pouso e controle de solo na Índia

Espera-se que o rover da Chandrayaan-3 faça uma série de importantes descobertas científicas, incluindo:
- A composição da superfície lunar
- A presença de gelo de água no solo lunar
- A história dos impactos lunares
- A evolução da atmosfera da Lua

O rover da Chandrayaan-3 é um grande passo para o programa espacial da Índia. É uma prova das crescentes capacidades tecnológicas do país e irá fazer contribuições significativas para a compreensão da Lua.

## Lançamento

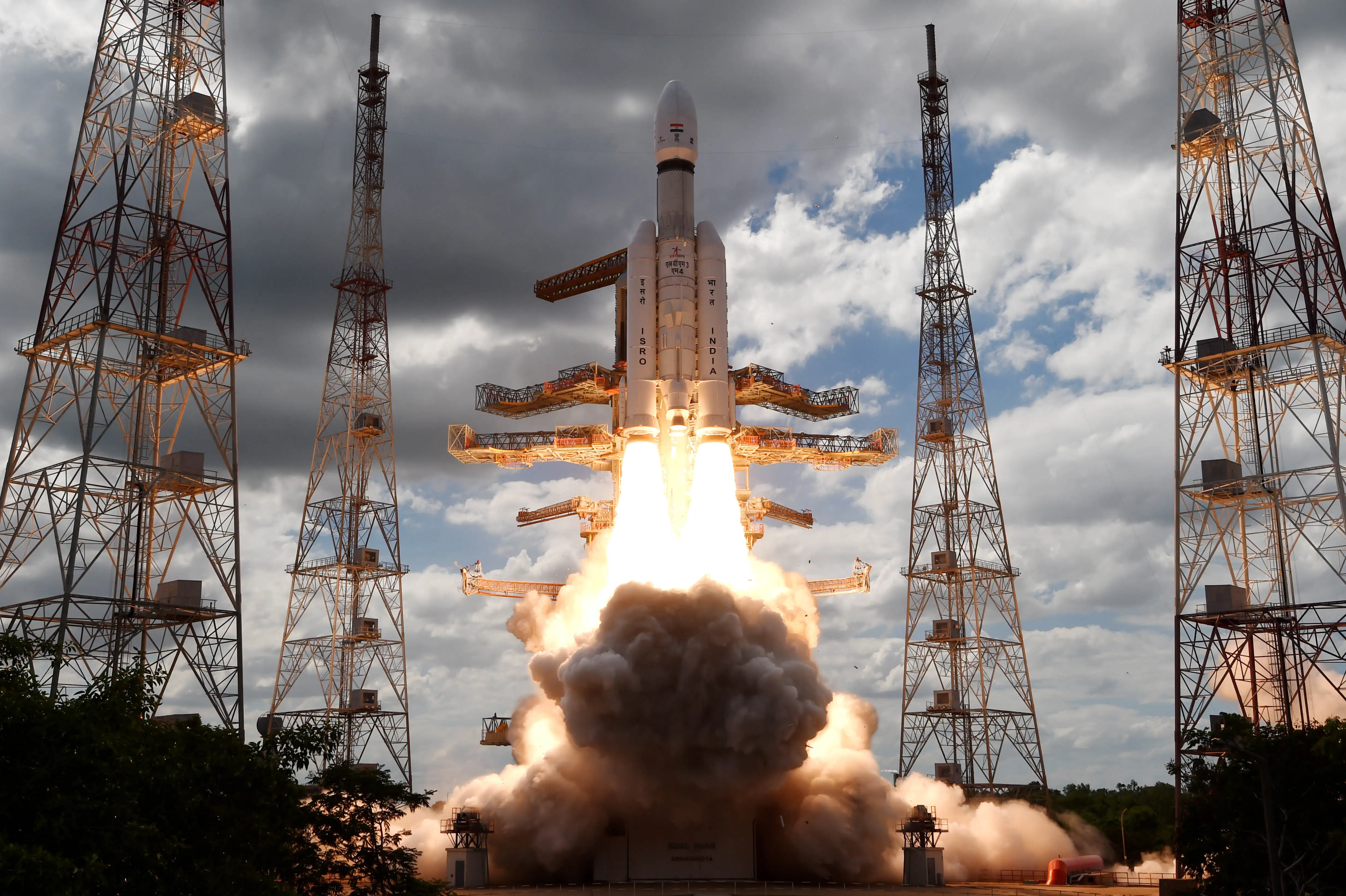
Veículo de lançamento decolando da segunda plataforma de lançamento, em Sriharikota

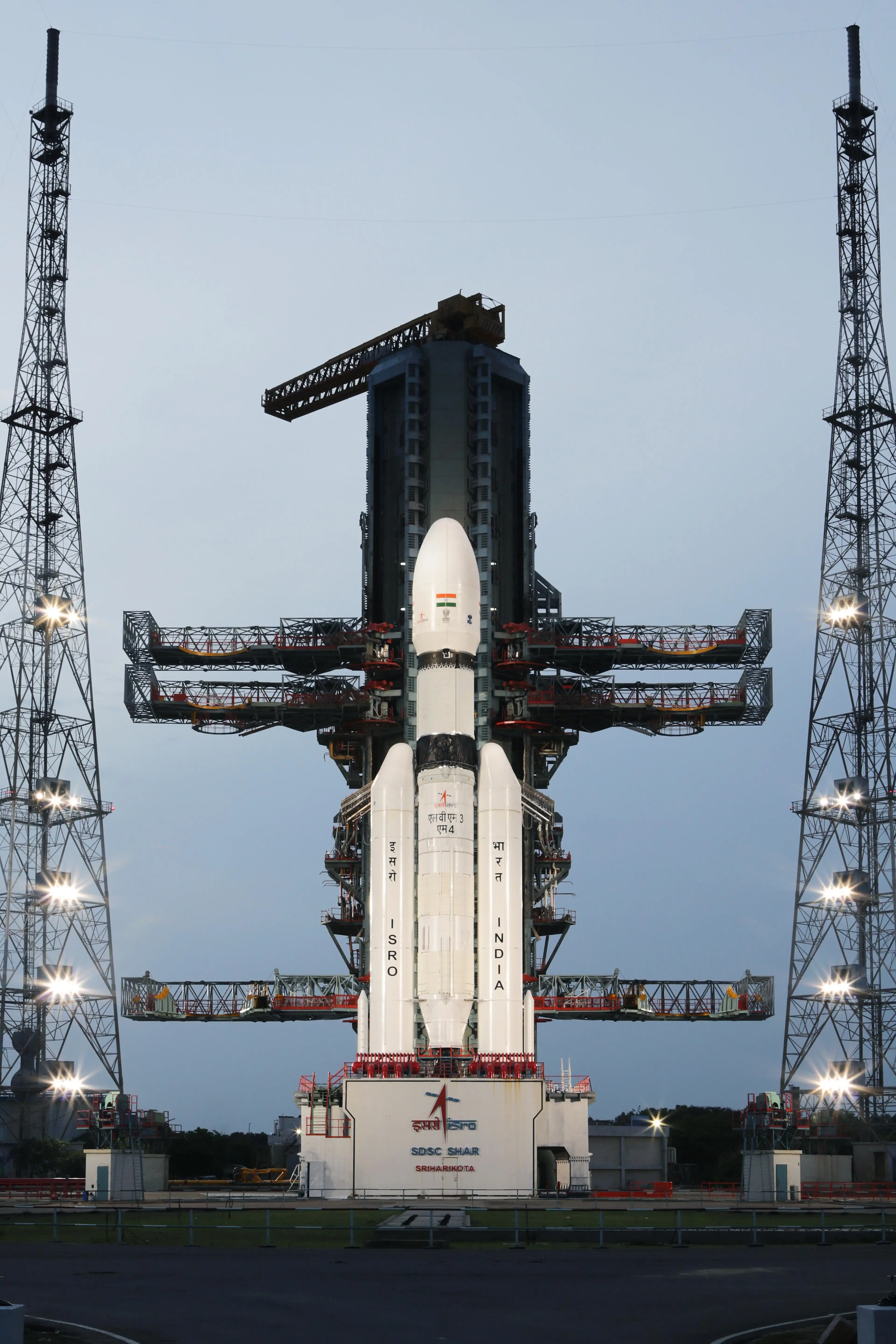
Chandrayaan-3 na plataforma de lançamento

A Chandrayaan-3 foi lançada em 14 de julho de 2023, às 14h35 IST, conforme programado, do Centro Espacial Satish Dhawan, em Sriharikota, Andra Pradexe, Índia. A espaçonave foi efetivamente colocada na trajetória que a levará para chegar à lua. A distância entre a Terra e a Lua é de aproximadamente 384 400 km. Prevê-se que a missão Chandrayaan-3 conseguirá um pouso suave na região lunar do Pólo Sul em 23 ou 24 de agosto.
Escolher o mês de julho para o lançamento da Chandrayan 3 foi um movimento especial por causa de um cálculo feito pela ISRO sobre a proximidade da Terra e da Lua.

## Órbita de espera e de elevação e manutenção de estação
O satélite foi lançado a bordo do foguete LVM3-M4 na tarde de 14 de julho de 2023, às 14h35 IST, para um perigeu de órbita de espera de 170 km. Espera-se que isso será seguido por uma série de operações de elevação/aumento de órbita, usando um motor apogeu liquido a bordo e propulsores químicos para colocar o satélite na órbita de injeção translunar.
| #                          | Data (UTC)                 | Altura alcançada           | Altura alcançada           | Inclinação                 | Período orbital            | Referências                |                            |
| #                          | Data (UTC)                 | Apogeu                     | Perigeu                    | Inclinação                 | Período orbital            | Referências                |                            |
| Manobras em volta da Terra | Manobras em volta da Terra | Manobras em volta da Terra | Manobras em volta da Terra | Manobras em volta da Terra | Manobras em volta da Terra | Manobras em volta da Terra | Manobras em volta da Terra |
| -------------------------- | -------------------------- | -------------------------- | -------------------------- | -------------------------- | -------------------------- | -------------------------- | -------------------------- |
| 1                          | 15 de julho de 2023        | 41 762 km                  | 173 km                     | 21,3°                      | —                          | [ 28 ] [ 29 ]              |                            |
| 2                          | 17 de julho de 2023        | 41 603 km                  | 226 km                     | —                          | —                          | [ 28 ] [ 30 ]              |                            |
| 3                          | 18 de julho de 2023        | 51 400 km                  | 228 km                     | —                          | —                          | [ 28 ] [ 31 ]              |                            |
| 4                          | 20 de julho de 2023        | 71 351 km                  | 233 km                     | —                          | —                          | [ 28 ] [ 32 ]              |                            |
| 5                          | 25 de julho de 2023        | 127 603 km                 | 236 km                     | —                          | —                          | [ 28 ] [ 33 ]              |                            |
| Injeção Translunar         |                            |                            |                            |                            |                            |                            |                            |
| 1                          | 1 de agosto de 2023        | 369 328 km                 | 288 km                     | —                          | —                          | [ 28 ] [ 34 ]              |                            |

### Tempo de vida da missão
Carregando um módulo Lander e um Rover de até, aproximadamente, 100x100 km de injeção de lançamento. Posteriormente, operação de carga útil experimental por um período de 3 a 6 meses.

## Executivos da missão
- Diretor da Missão: S. Mohanakumar
- Diretor Associado da Missão: G. Narayanan
- Diretor de Veículos: Biju C. Thomas
- Diretor Associado de Veículos: P. K. Sudeesh Kumar
- Diretor da nave espacial: P. Veeramuthuvel

## Financiamento
Em dezembro de 2019, foi relatado que a ISRO solicitou o financiamento inicial do projeto, no valor de ₹ 75 crore (9,4 milhões de dólares), dos quais ₹ 60 crore (7,5 milhões de dólares) serão para atender às despesas com máquinas, equipamentos e outros despesas de capital, enquanto os ₹ 15 crore restantes (1,9 milhão de dólares) serão usados sob o título de despesas de receita.
Confirmando a existência do projeto, o ex-presidente da ISRO, K. Sivan, afirmou que o custo estimado seria de cerca de ₹ 615 crore (equivalente a ₹ 721 crore ou 90 milhões de dólares em 2023).